# Finderup Sogn (Viborg Kommune)
 For alternative betydninger, se Finderup Sogn. (Se også artikler, som begynder med Finderup Sogn)
Finderup Sogn er et sogn i Viborg Domprovsti (Viborg Stift).
I 1800-tallet var Finderup Sogn og Ravnstrup Sogn annekser til Dollerup Sogn. Alle 3 sogne hørte til Nørlyng Herred i Viborg Amt. Dollerup-Finderup-Ravnstrup sognekommune var kernen i Ravnsbjerg Samlingskommune (1966-1970), som ved kommunalreformen i 1970 blev indlemmet i Viborg Kommune.
I Finderup Sogn ligger Finderup Kirke.
I sognet findes følgende autoriserede stednavne:
- Agerskov (bebyggelse, ejerlav)
- Falle (bebyggelse)
- Finderup (bebyggelse, ejerlav)
- Finderup Hede (bebyggelse)
- Finderup Nørremark (bebyggelse)
- Findskov Plantage (areal)
- Fløjgårde (bebyggelse, ejerlav)
- Hellerup (bebyggelse, ejerlav)
- Morville Plantage (areal)

Det store militære øvelsesområde "Finderup Øvelsesterræn" ligger for en del i sognet.